# Elecciones parlamentarias de Finlandia de 1995
Las elecciones parlamentarias se celebraron en Finlandia el 19 de marzo de 1995. El anterior gabinete antisocial de centroderecha cayó cuando el Partido Social Demócrata (SDP) logró grandes avances y logró el mejor resultado de cualquier partido desde la Segunda Guerra Mundial, ganando 63 de los 200 asientos en el Parlamento. La razón principal de la derrota de la coalición dirigida por el Partido del Centro fue su impopular programa de austeridad y los persistentes efectos de la recesión de principios de la década de 1990.
Después de las elecciones, se formó una "Coalición Arcoiris" de cinco partidos, entre el SDP, el Partido Nacional de la Coalición, la Alianza de Izquierda, el Partido Popular Sueco y la Liga Verde, con el líder del SDP Paavo Lipponen nombrado primer ministro.

## Resultados
| Partido                          | Votos     | %    | Escaños | +/–   |
| -------------------------------- | --------- | ---- | ------- | ----- |
| Partido Socialdemócrata          | 785,637   | 28.3 | 63      | +15   |
| Partido del Centro               | 552,003   | 19.8 | 44      | –11   |
| Coalición Nacional               | 497,624   | 17.9 | 39      | –1    |
| Alianza de la izquierda          | 310,340   | 11.2 | 22      | +3    |
| Liga Verde                       | 181,198   | 6.5  | 9       | –1    |
| Partido Popular Sueco            | 142,874   | 5.1  | 11      | 0     |
| Liga Cristiana                   | 82,311    | 3.0  | 7       | –1    |
| Jóvenes Finlandeses              | 78,066    | 2.8  | 2       | Nuevo |
| Partido Rural de Finlandia       | 36,185    | 1.3  | 1       | –6    |
| Alianza por la Libertad          | 28,067    | 1.0  | 0       | Nuevo |
| Liberales                        | 16,247    | 0.6  | 0       | –1    |
| Coalición Åland                  | 9,905     | 0.4  | 1       | 0     |
| Partido de las Mujeres           | 7,919     | 0.3  | 0       | Nuevo |
| Partido Ecologista de los Verdes | 7,865     | 0.3  | 1       | Nuevo |
| Partido Ley Natural              | 6,819     | 0.2  | 0       | Nuevo |
| Pensionados para el Puevlo       | 5,124     | 0.2  | 0       | 0     |
| Partido Comunista Obrero         | 4,784     | 0.2  | 0       | 0     |
| Partido de los Pensionados       | 3,974     | 0.1  | 0       | 0     |
| Partido de la Libertad Colectiva | 1,706     | 0.1  | 0       | 0     |
| Otros                            | 22,273    | 0.8  | 0       | –     |
| Nulos                            | 22,681    | –    | –       | –     |
| Total                            | 2,803,602 | 100  | 200     | 0     |
| Registrados                      | 4,088,358 | 68.6 | –       | –     |
| Fuente: Tilastokeskus            |           |      |         |       |

### Por provincia
| Provincia                                                                               | Social Democratic Party | Centre Party | National Coalition Party | Left Alliance | Green League | Swedish People's Party | Christian League | Young Finns | Rural Party | Alliance for Free Finland | Liberal People's Party | Electorado | Votos   | Válidos | Nulos |
| --------------------------------------------------------------------------------------- | ----------------------- | ------------ | ------------------------ | ------------- | ------------ | ---------------------- | ---------------- | ----------- | ----------- | ------------------------- | ---------------------- | ---------- | ------- | ------- | ----- |
| Savonia del Sur                                                                         | 31,890                  | 26,559       | 13,841                   | 3,082         | 4,899        | 0                      | 4,157            | 1,076       | 3,753       | 1,300                     | 123                    | 135,397    | 92,275  | 91,384  | 891   |
| Savonia del Norte                                                                       | 32,905                  | 42,915       | 16,674                   | 21,203        | 7,369        | 0                      | 4,364            | 2,474       | 2,877       | 1,629                     | 274                    | 199,660    | 134,227 | 133,259 | 968   |
| Karelia del Norte                                                                       | 36,839                  | 25,251       | 11,714                   | 5,065         | 4,134        | 0                      | 6,226            | 708         | 1,868       | 717                       | 224                    | 135,731    | 94,191  | 93,539  | 652   |
| Kainuu                                                                                  | 6,724                   | 16,366       | 4,935                    | 12,709        | 2,109        | 0                      | 1,084            | 471         | 388         | 1,614                     | 1,031                  | 72,939     | 48,598  | 48,118  | 480   |
| Uusimaa                                                                                 | 192,889                 | 36,779       | 143,737                  | 61,533        | 72,789       | 64,218                 | 12,067           | 37,658      | 2,949       | 7,497                     | 2,084                  | 909,997    | 658,294 | 652,716 | 5,578 |
| Uusimaa Oriental                                                                        | 14,097                  | 3,954        | 4,814                    | 2,649         | 2,299        | 15,507                 | 536              | 1,132       | 193         | 320                       | 51                     | 65,300     | 47,086  | 46,697  | 389   |
| Finlandia del Suroeste                                                                  | 67,865                  | 36,880       | 57,235                   | 32,634        | 14,320       | 11,017                 | 4,559            | 10,665      | 2,624       | 2,290                     | 487                    | 334,154    | 247,761 | 245,994 | 1,767 |
| Tavastia Propia                                                                         | 33,434                  | 15,617       | 22,893                   | 8,229         | 5,696        | 0                      | 3,655            | 1,317       | 423         | 505                       | 85                     | 127,549    | 94,859  | 93,925  | 934   |
| Päijänne Tavastia                                                                       | 33,601                  | 13,274       | 29,766                   | 9,873         | 5,725        | 109                    | 4,853            | 2,400       | 1,633       | 1,016                     | 468                    | 153,856    | 104,974 | 104,040 | 934   |
| Kymenlaakso                                                                             | 43,682                  | 15,851       | 23,889                   | 9,442         | 7,111        | 0                      | 3,352            | 1,290       | 229         | 953                       | 262                    | 152,169    | 108,372 | 107,559 | 813   |
| Karelia del Sur                                                                         | 27,828                  | 18,919       | 15,752                   | 2,681         | 5,190        | 0                      | 2,455            | 1,164       | 579         | 653                       | 784                    | 110,296    | 77,004  | 76,357  | 647   |
| Finlandia Central                                                                       | 43,916                  | 35,886       | 18,467                   | 17,947        | 8,427        | 0                      | 9,724            | 2,361       | 943         | 1,212                     | 475                    | 197,959    | 141,369 | 140,306 | 1,063 |
| Ostrobothnia del Sur                                                                    | 18,168                  | 57,084       | 19,671                   | 4,940         | 3,419        | 254                    | 3,359            | 924         | 5,762       | 544                       | 113                    | 152,617    | 115,865 | 115,171 | 694   |
| Ostrobothnia                                                                            | 19,876                  | 9,966        | 6,765                    | 7,407         | 1,965        | 47,267                 | 2,892            | 823         | 677         | 476                       | 533                    | 131,511    | 99,754  | 99,100  | 654   |
| Satakunta                                                                               | 46,996                  | 29,443       | 26,692                   | 21,057        | 4,395        | 1                      | 4,700            | 1,111       | 3,091       | 604                       | 929                    | 191,292    | 142,330 | 141,164 | 1,166 |
| Pirkanmaa                                                                               | 73,178                  | 33,646       | 48,750                   | 33,277        | 15,790       | 0                      | 6,392            | 5,613       | 3,395       | 2,278                     | 3,399                  | 333,840    | 242,226 | 240,209 | 2,017 |
| Ostrobothnia Central                                                                    | 7,429                   | 17,106       | 2,539                    | 2,549         | 1,184        | 2,862                  | 3,533            | 841         | 1,288       | 320                       | 99                     | 53,280     | 40,414  | 40,080  | 334   |
| Ostrobothnia del Norte                                                                  | 30,798                  | 72,673       | 17,314                   | 24,898        | 11,008       | 0                      | 2,547            | 4,547       | 2,384       | 3,487                     | 4,471                  | 254,316    | 182,207 | 180,758 | 1,449 |
| Laponia                                                                                 | 20,333                  | 42,590       | 9,779                    | 27,675        | 2,558        | 0                      | 1,545            | 1,165       | 995         | 537                       | 265                    | 151,860    | 109,448 | 108,397 | 1,051 |
| Åland                                                                                   | 0                       | 0            | 0                        | 0             | 0            | 0                      | 0                | 0           | 0           | 0                         | 0                      | 18,938     | 9,874   | 9,799   |       |
| Fuente: European Election Database Archivado el 24 de junio de 2021 en Wayback Machine. |                         |              |                          |               |              |                        |                  |             |             |                           |                        |            |         |         |       |